# 谢尔盖·库利什
谢尔盖·弗拉基米罗维奇·库利什（羅馬化：Serhii Volodymyrovych Kulish；1993年4月17日—），乌克兰男子射击运动员，2010年夏季青年奥运会男子10米气步枪铜牌得主、2016年夏季奥运会男子10米气步枪银牌得主、2022年世界射击锦标赛男子50米步枪三姿金牌得主和混合团体50米步枪卧射银牌得主。